# Nikolaj Mamonov
Nikolaj Mamonov (Russisch: Николай Мамонов) (1923) was een Russisch langebaanschaatser. In 1951 behaalde hij middels de derde plaats zijn enige podiumplaats bij de nationale allround kampioenschappen in de Sovjet-Unie.

## Records

### Wereldrecords
| Nr. | Afstand    | Tijd   | Datum            | Baan  |
| --- | ---------- | ------ | ---------------- | ----- |
| 1.  | 5000 meter | 8.03,7 | 23 november 1952 | Medeo |

### Adelskalender
Nikolaj Mamonov heeft twee periodes aan de top van de Adelskalender gestaan: eerst van 23 januari 1952 tot 10 februari 1952 (18 dagen) en een tweede keer van 18 januari 1954 tot 9 januari 1955 (356 dagen). In totaal heeft Nikolaj Mamonov 374 dagen aan de top van de Adelskalender gestaan.
Hieronder staan de persoonlijke records (PR's) waarmee Nikolaj Mamonov aan de top van de Adelskalender kwam en de PR's die hij had staan toen hij van de eerste plek verdreven werd. Tevens zijn de gegevens weergegeven van de schaatsers die voor en na hem aan de top van de lijst stonden.
| Datum      | 500 m | 1500 m | 5000 m | 10.000 m | Punten  | Voorganger / Opvolger |
| ---------- | ----- | ------ | ------ | -------- | ------- | --------------------- |
| 04-02-1942 | 43,2  | 2.14,2 | 8.13,7 | 17.07,5  | 188,678 | Åke Seyffarth         |
| 23-01-1952 | 42,2  | 2.18,2 | 8.03,7 | 17.08,8  | 188,076 |                       |
| 24-01-1952 | 42,2  | 2.17,4 | 8.03,7 | 17.08,8  | 187,810 |                       |
| 10-02-1952 | 43,7  | 2.16,4 | 8.07,3 | 16.32,6  | 187,526 | Hjalmar Andersen      |
| 18-01-1954 | 42,2  | 2.17,4 | 8.03,7 | 16.52,2  | 186,980 |                       |
| 09-01-1955 | 42,8  | 2.13,3 | 7.45,6 | 17.10,2  | 185,303 | Boris Sjilkov         |

Rudolf Ericson · Peder Østlund · Jaap Eden · Oscar Mathisen · Ivar Ballangrud · Michael Staksrud · Åke Seyffarth · Nikolaj Mamonov · Hjalmar Andersen · Boris Sjilkov · Dmitri Sakoenenko · Juhani Järvinen · Knut Johannesen · Jonny Nilsson · Per Ivar Moe · Eduard Matoesevitsj · Ard Schenk · Kees Verkerk · Magne Thomassen · Hans van Helden · Vladimir Lobanov · Jan Egil Storholt · Sergej Martsjoek · Vladimir Belov · Eric Heiden · Viktor Sjasjerin · Andrej Bobrov · Nikolaj Goeljajev · Michael Hadschieff · Eric Flaim · Johann Olav Koss · Falko Zandstra · Rintje Ritsma · Gianni Romme · Jochem Uytdehaage · Chad Hedrick · Sven Kramer · Shani Davis · Patrick Roest